# Wek VI
Wek VI is een bestuurslaag in het regentschap Padang Sidempuan van de provincie Noord-Sumatra, Indonesië. Wek VI telt 5687 inwoners (volkstelling 2010).